# Lecidea kingmanii
Lecidea kingmanii är en lavart som först beskrevs av Hasse, och fick sitt nu gällande namn av Hertel & S. Ekman. Lecidea kingmanii ingår i släktet Lecidea och familjen Lecideaceae.   Inga underarter finns listade i Catalogue of Life.